# 波羅蜥屬
波羅蜥屬（學名：Bolosaurus）是種已滅絕副爬行動物，是波羅蜥科的一屬，生存於二疊紀早期（薩克馬爾階到空谷階）的北亞、美國奧克拉荷馬州與德州。